# God Eater 2
God Eater 2 (Originaltitel: ゴッドイーター2 Goddo Ītā 2) ist ein Action-Rollenspiel des japanischen Entwicklerstudios Shift, das 2013 in Japan für die tragbaren Spielkonsolen PlayStation Portable und PlayStation Vita veröffentlicht wurde. Es ist die Fortsetzung zu God Eater und dessen überarbeiteten Fassung God Eater Resurrection. 2015 erschien eine erweiterte Fassung unter dem Titel God Eater 2: Rage Burst (ゴッドイーター2 レイジバースト Goddo Ītā 2 Reiji Bāsuto), das 2016 auch für die westlichen Märkte veröffentlicht wurde. Diese Fassung wurde neben der PlayStation Vita auch für PlayStation 4 und Microsoft Windows veröffentlicht.

## Handlung
Die Handlung spielt drei Jahre nach dem ersten Teil in einem postapokalyptischen Japan. Die Aragami, übermächtige Kreaturen, haben Großteile der Welt zerstört und bedrohen die Lebensgrundlagen der Menschheit. Nur die God-Eater-Spezialeinheiten mit ihren mächtigen Waffen, God Arcs genannt, können es mit diesen Wesenheiten aufnehmen. Erschwerend hinzu kommt eine Epidemie, die als Roter Regen bezeichnet wird. Mitglieder des Sonderkommandos Blood werden ausgeschickt, die Ursache dieser Seuche zu erforschen. Sie besitzen zusätzliche Fähigkeit, ihre God Arcs mit weiteren Fähigkeiten aufzurüsten. Der Spieler steuert ein Mitglied des Sonderkommandos.

## Spielprinzip
Das Spielprinzip wird häufig mit der Monster-Hunter-Reihe und Toukiden verglichen, beim Kampfsystem aber auch mit den Musou-Spiel von Omega Force. Der Spieler erschafft zu Spielbeginn eine wahlweise männliche oder weibliche Spielerfigur, die er mit Hilfe eines Editors umfangreich optisch anpassen kann. Das Spiel ist sehr kampforientiert. Der Spielercharakter wird mit drei menschlichen oder computergesteuerten Kameraden auf Einsatzmissionen geschickt, in denen er gegen zahlreiche Fantasiegegner kämpfen muss. Am Ende einer Mission steht in der Regel der Kampf gegen ein besonders mächtigen Aragami. Die Kämpfe werden in Echtzeit ausgefochten. Die God-Arc-Waffe des Helden erlaubt den fließenden Wechsel zwischen Nah- und Fernkampfattacken, die zu Komboattacken verbunden werden können. Hinzu kommen mächtige Sonderattacken und Sekundärwaffen wie Granaten. In Verbindung mit Block-, Sprung- und Ausweichmanöver ergibt sich so ein actionorientiertes Kampfsystem. Zur Belohnung erhält man Rohstoffe, die in die Herstellung und Verbesserung von Waffen investiert werden können.

## Rezeption
Die Kritiken zu God Eater 2 waren gemischt.

„Motivierende Action à la Monster Hunter, die allerdings von einer besseren Kulisse und angesichts der verzahnten Strukturen von einem ausführlichen Tutorial profitieren würde.“

„Umfangreich, bunt, animoid – das God Eater-Duo ist schneller und actionreicher als Monster Hunter, aber spielerisch auch weniger komplex.“

„Dennoch ist God Eater 2: Rage Burst für Genre-Fans durchaus geeignet und kann sowohl alleine als auch mit drei Mitspielern für einige Stunden unterhalten. Der abwechslungsarme und immer gleich bleibende Spielablauf wird dem großen Umfang allerdings nicht gerecht, da irgendwann einfach die Luft raus ist.“

In der ersten Verkaufswoche in Japan wurden 380.000 Kopien des Spiels verkauft, 75 % bzw. 266.000 Kopie davon für die PlayStation Vita. Die erweiterte Fassung Rage Burst verkaufte 2015 in der ersten Woche 234.000 Einheiten für Vita und rund 38.000 Kopien für die PlayStation 4.
2017 wurde die Fortsetzung God Eater 3 angekündigt. Das von Marvelous entwickelte Spiel erschien ab 2018 für PlayStation 4 und Windows, ab 2019 auch für Switch.